# Eberhard Thunert

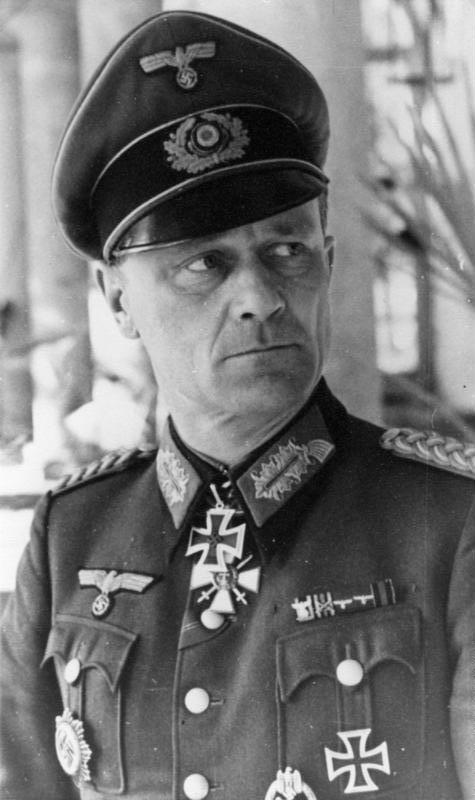
Eberhard Thunert nach der Verleihung des Ritterkreuzes 1945 mit Deutsches Kreuz in Gold (rechte Brust) und Ungarischem Verdienstorden (unter dem Ritterkreuz am Hals getragen)

Eberhard Thunert (* 22. November 1899 in Kulmsee; † 4. Mai 1964 in Wuppertal) war ein deutscher Offizier im Zweiten Weltkrieg, zuletzt (seit Mai 1945) im Rang eines Generalleutnants.

## Leben
Eberhard Thunert trat am 2. März 1918 als Fahnenjunker in das Infanterie-Regiment 61 ein und diente dann als Offizier im Ersten Weltkrieg.
Nach Ende des Krieges wurde er in die Reichswehr übernommen und wurde am 1. Oktober 1920 im 6. Infanterie-Regiment zum Leutnant befördert. 1928, ab 1. Februar 1927 Oberleutnant, war er dort erst in der 9. Kompanie und 1930 in der 12. (MG) Kompanie.
Vom Infanterie-Regiment 1 (Königsberg) wechselte er vom 10. November 1938 an, ab 1. August 1938 Major, als Erster Generalstabsoffizier (Ia) zur neu aufgestellten 5. Panzer-Division. Mit der Division nahm er am Überfall auf Polen und später am Westfeldzug teil. In der gleichen Position ging er am 1. Oktober 1940 zum XIV. Panzerkorps und wurde hier am 1. November 1940 zum Oberstleutnant befördert. Ab 1. April 1942 war er im XIV. Panzerkorps dann Chef des Generalstabs, ab 1. Juni 1942 Oberst. Anfang 1941 im Balkanfeldzug, folgte sein Einsatz an der Ostfront. Chef des Generalstabes des LVIII. Reserve-Panzerkorps war er vom 10. August 1943 bis 12. Februar 1944. Anschließend kam er in die Führerreserve.
Vom 12. Juni 1944 bis September 1944 war er Kommandeur des Panzergrenadier-Regiment 394 bei der 3. Panzer-Division.
Ab 18. September 1944 führte er dann als Kommandeur die 1. Panzer-Division.  Die Division stand zu diesem Zeitpunkt in den Karpaten und zog sich dann nach Ungarn zurück, um bei der Schlacht um Budapest zu kämpfen. Am 1. Januar 1945 erfolgte seine Beförderung zum Generalmajor. Im März 1945 war die Division bis in den östlichen Ausläufer des Alpenraums (Wechselgebiet) zurückgedrängt worden und war in der Plattenseeoffensive eingebunden. Am 1. Mai 1945 soll Thunert noch zum Generalleutnant befördert worden sein und ging mit der Division am 8. Mai 1945 an der Enns in amerikanische Kriegsgefangenschaft.
Nach dem Krieg wohnte er 1956 in Bad Godesberg.
Am 8. Mai 1964 wurde er in Flensburg beigesetzt.

## Auszeichnungen (Auswahl)
- Eisernes Kreuz (1914) II. Klasse
- Verwundetenabzeichen (1918) in Schwarz
- Eisernes Kreuz (1939) I. Klasse
- Spange zum Eisernen Kreuz II. Klasse
- Verwundetenabzeichen (1939) in Gold
- Deutsches Kreuz in Gold am 25. Januar 1943
- Ritterkreuz des Eisernen Kreuzes am 1. Februar 1945[7][8]

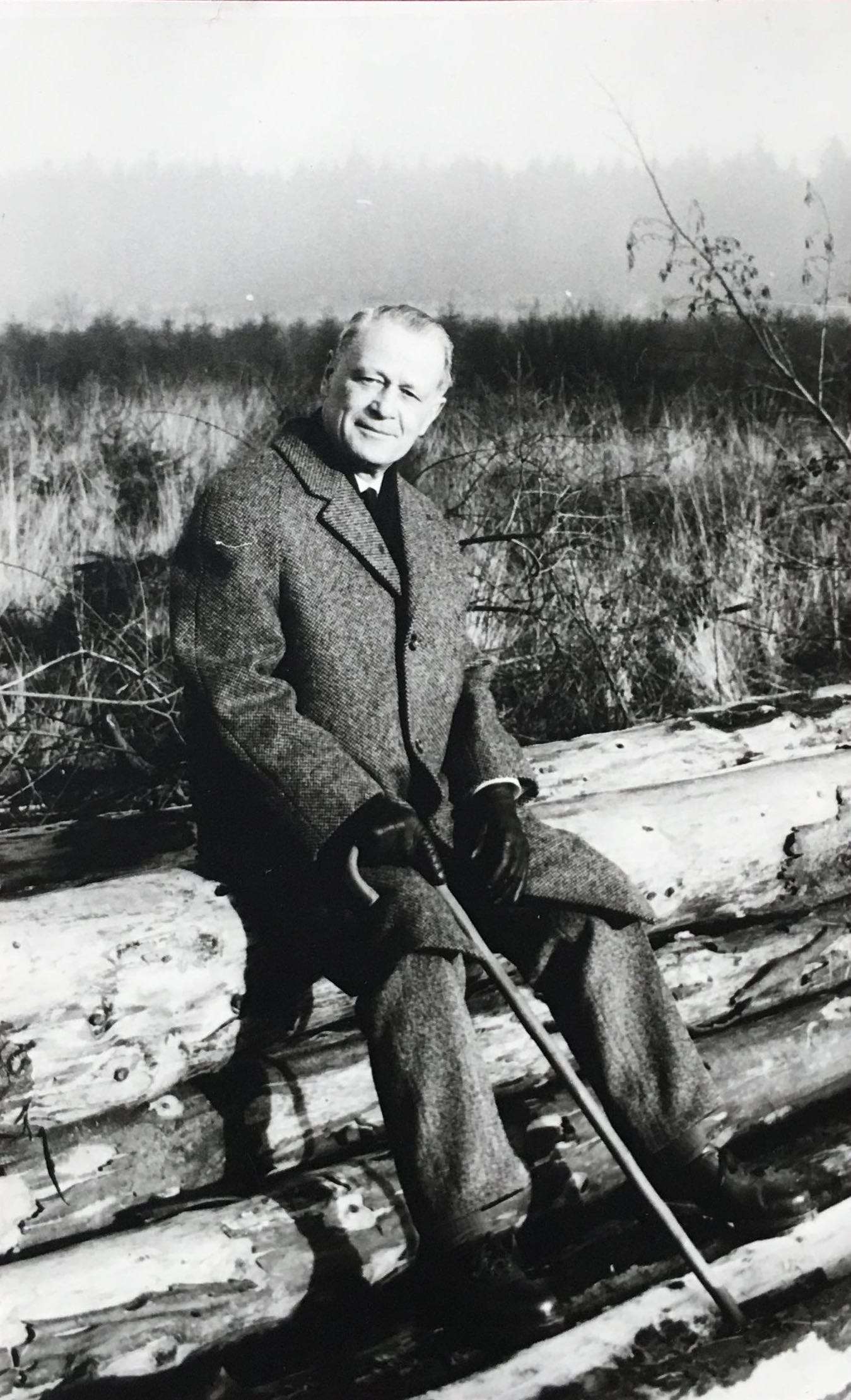
Eberhard Thunert im Alter